# Дітгельм фон Айхель-Штрайбер
Дітгельм фон Айхель-Штрайбер (нім. Diethelm von Eichel-Streiber; 10 серпня 1914, Опперсгаузен — 13 травня 1996, Бонн) — німецький льотчик-ас винищувальної авіації, майор люфтваффе вермахту (1944), оберст люфтваффе бундесверу. Кавалер Лицарського хреста Залізного хреста.

## Біографія
Після закінчення авіаційного училища направлений на службу в бомбардувальну авіацію. У складі легіону «Кондор» брав участь у громадянській війні в Іспанії. Навесні 1940 року переведений в 3-ю групу 51-ї винищувальної ескадри. Свою першу перемогу здобув 14 травня 1941 року, збивши над Грецією британський «Гаррікейн».
З червня 1941 року брав участь у Німецько-радянській війні. 26 червня 1941 року в районі Ясс збив 4 радянські двомоторні бомбардувальники. Незабаром призначений командиром 1-ї навчальної ескадри 77-ї винищувальної ескадри. 31 січня 1942 року переведений в 10-ту ескадрилью 1-ї винищувальної ескадри, яка 10 березня 1942 року була перейменована в 1-шу ескадрилью 5-ї винищувальної ескадри. З 4 жовтня 1942 року — командир 6-ї ескадрильї 51-ї винищувальної ескадри, де пройшов підготовку на FW.190s і потім був перекинутий на Східний фронт. З 26 листопада 1942 року — командир штабної ескадрильї 51-ї винищувальної ескадри «Мельдерс». Тільки 30 травня 1943 року йому вдалося здобути свої 10-ту та 11-ту перемоги, а вже 10 липня він збив свій 20-й літак. Кілька разів протягом дня збивав 3—4 радянські літаки та 2 вересня довів свій особистий рахунок до 50 перемог. 15 грудня 1943 року збив 7 Іл-2 (60-та — 67-ма перемоги). З 1 травня 1944 року — командир 3-ї групи 51-ї винищувальної ескадри. У серпні — листопаді 1944 року командував 1-ю групою 27-ї винищувальної ескадри. 11 серпня 1944 року здобув свою 90-ту перемогу. На початку 1945 року вступив в 44-те винищувальне з'єднання, де літав на Ме.262. На той час Айхель-Штрайбер повністю розчарувався в режимі, на що великий вплив мали бомбардування Дрездена (де загинули багато його знайомих), а також страта його дядька, звинуваченого через причетність до Липневої змови.
Загалом за час бойових дій збив 96 літаків, у тому числі 94 радянські (з них 42 Іл-2).

## Нагороди
- Нагрудний знак пілота
- Іспанський хрест в золоті з мечами
- Залізний хрест II і I класу
- Почесний Кубок Люфтваффе (13 вересня 1943 року)
- Німецький хрест в золоті (17 жовтня 1943 року)
- Лицарський хрест Залізного хреста (5 квітня 1944 року) — за 71 перемогу.
- Авіаційна планка винищувача в золоті з підвіскою